# 南松本站
南松本站（日语：／ Minami-Matsumoto eki */?）是東日本旅客鐵道（JR東日本）的鐵路車站，位於日本長野縣松本市出川町。

## 历史
- 1944年（昭和19年）9月1日：開業。
- 1987年（昭和62年）4月1日：國鐵分割民營化，成為東日本旅客鐵道的一個車站。
- 2011年（平成23年）6月30日：车站在长野县东部地震中受损。
- 2014年（平成26年）4月1日：本站被编入大都市近郊区间，可以使用Suica。

## 車站結構
島式月台1面2線與幾條側線的地面車站。站舍與月台以跨線天橋連結。

### 月台配置
| 月台 | 路線      | 方向 | 目的地                                 |
| ---- | --------- | ---- | -------------------------------------- |
| 1    | ■篠之井線 | 下行 | 松本、長野方向                         |
| 2    | ■篠之井線 | 上行 | 廣丘、鹽尻、木曾福島、上諏訪、甲府方向 |

（來源：JR東日本:車站構內圖 （页面存档备份，存于））

## 使用情況

### 旅客
根據JR東日本，2019年度（令和元年度）1日平均上車人次為1,507人。
近年的推移如下表。
| 上車人次推移       | 上車人次推移     | 上車人次推移 |
| 年度               | 1日平均 上車人次 | 來源         |
| ------------------ | ---------------- | ------------ |
| 2000年（平成12年） | 1,357            | [ 旅客 2 ]   |
| 2001年（平成13年） | 1,370            | [ 旅客 3 ]   |
| 2002年（平成14年） | 1,351            | [ 旅客 4 ]   |
| 2003年（平成15年） | 1,323            | [ 旅客 5 ]   |
| 2004年（平成16年） | 1,325            | [ 旅客 6 ]   |
| 2005年（平成17年） | 1,372            | [ 旅客 7 ]   |
| 2006年（平成18年） | 1,369            | [ 旅客 8 ]   |
| 2007年（平成19年） | 1,287            | [ 旅客 9 ]   |
| 2008年（平成20年） | 1,323            | [ 旅客 10 ]  |
| 2009年（平成21年） | 1,288            | [ 旅客 11 ]  |
| 2010年（平成22年） | 1,302            | [ 旅客 12 ]  |
| 2011年（平成23年） | 1,301            | [ 旅客 13 ]  |
| 2012年（平成24年） | 1,351            | [ 旅客 14 ]  |
| 2013年（平成25年） | 1,411            | [ 旅客 15 ]  |
| 2014年（平成26年） | 1,452            | [ 旅客 16 ]  |
| 2015年（平成27年） | 1,584            | [ 旅客 17 ]  |
| 2016年（平成28年） | 1,595            | [ 旅客 18 ]  |
| 2017年（平成29年） | 1,630            | [ 旅客 19 ]  |
| 2018年（平成30年） | 1,504            | [ 旅客 20 ]  |
| 2019年（令和元年） | 1,507            | [ 旅客 1 ]   |

### 貨物
根據「松本市的統計」，2017年度（平成29年度）的發送貨物為集裝箱貨物163,730公噸、車攜貨物98,376公噸；到着貨物為集裝箱貨物98,320公噸、車攜貨物1,046,819公噸。
近年推移如下表。
| 貨物輸送推移       | 貨物輸送推移 | 貨物輸送推移 | 貨物輸送推移 | 貨物輸送推移 | 貨物輸送推移 |
| 年度               | 發送         | 發送         | 到着         | 到着         | 來源         |
| 年度               | 集裝箱       | 車攜         | 集裝箱       | 車攜         | 來源         |
| ------------------ | ------------ | ------------ | ------------ | ------------ | ------------ |
| 2009年（平成21年） | 110,476      | 88,253       | 103,725      | 935,195      | [ 貨物 2 ]   |
| 2010年（平成22年） | 115,658      | 89,512       | 124,455      | 948,374      | [ 貨物 2 ]   |
| 2011年（平成23年） | 116,129      | 104,385      | 103,465      | 1,117,645    | [ 貨物 2 ]   |
| 2012年（平成24年） | 120,167      | 98,804       | 124,060      | 1,050,343    | [ 貨物 3 ]   |
| 2013年（平成25年） | 124,705      | 101,232      | 96,570       | 1,074,293    | [ 貨物 3 ]   |
| 2014年（平成26年） | 135,650      | 91,868       | 108,240      | 977,305      | [ 貨物 3 ]   |
| 2015年（平成27年） | 143,720      | 92,236       | 102,180      | 986,935      | [ 貨物 1 ]   |
| 2016年（平成28年） | 155,120      | 93,756       | 100,290      | 1,023,445    | [ 貨物 1 ]   |
| 2017年（平成29年） | 163,730      | 98,376       | 98,320       | 1,046,819    | [ 貨物 1 ]   |

## 车站周边
- 南松本站前邮政局
- 八十二银行南松本支店
- 伊藤洋华堂南松本店
- 麦当劳松本高宮店
- 肯德基南松本店
- TSUTAYA南松本店
- 宮脇書店松本店
- 创造学园高等学校
- 松本市南部图书馆・南部体育馆
- 信浓毎日新闻松本支局
- 日穀製粉松本工場
- 魚民南松本店

## 相鄰車站
東日本旅客鐵道
■篠之井線
□快速「水篶」
通過
□快速、■普通（包括「水篶」）
平田－南松本－松本

### 使用情況

#### 旅客
1. 1 2  . 東日本旅客鉄道.   [2020-07-13]. （原始内容存档于2020-07-11）.
2. ↑  . 東日本旅客鉄道.   [2019-03-28]. （原始内容存档于2019-03-27）.
3. ↑  . 東日本旅客鉄道.   [2019-03-28]. （原始内容存档于2019-03-27）.
4. ↑  . 東日本旅客鉄道.   [2019-03-28]. （原始内容存档于2019-03-27）.
5. ↑  . 東日本旅客鉄道.   [2019-03-28]. （原始内容存档于2019-03-27）.
6. ↑  . 東日本旅客鉄道.   [2019-03-28]. （原始内容存档于2019-03-27）.
7. ↑  . 東日本旅客鉄道.   [2019-03-28]. （原始内容存档于2019-03-27）.
8. ↑  . 東日本旅客鉄道.   [2019-03-28]. （原始内容存档于2019-03-27）.
9. ↑  . 東日本旅客鉄道.   [2019-03-28]. （原始内容存档于2019-04-02）.
10. ↑  . 東日本旅客鉄道.   [2019-03-28]. （原始内容存档于2019-03-27）.
11. ↑  . 東日本旅客鉄道.   [2019-03-28]. （原始内容存档于2019-03-27）.
12. ↑  . 東日本旅客鉄道.   [2019-03-28]. （原始内容存档于2019-03-27）.
13. ↑  . 東日本旅客鉄道.   [2019-03-28]. （原始内容存档于2019-03-27）.
14. ↑  . 東日本旅客鉄道.   [2019-03-28]. （原始内容存档于2018-10-26）.
15. ↑  . 東日本旅客鉄道.   [2019-03-28]. （原始内容存档于2016-04-04）.
16. ↑  . 東日本旅客鉄道.   [2019-03-28]. （原始内容存档于2019-03-27）.
17. ↑  . 東日本旅客鉄道.   [2019-03-28]. （原始内容存档于2019-03-23）.
18. ↑  . 東日本旅客鉄道.   [2019-03-28]. （原始内容存档于2017-07-29）.
19. ↑  . 東日本旅客鉄道.   [2019-03-28]. （原始内容存档于2018-07-06）.
20. ↑  . 東日本旅客鉄道.   [2019-07-11]. （原始内容存档于2019-07-05）.

#### 貨物
1. 1 2   (PDF). 平成30年版「松本市の統計」. 松本市: 5.   [2019-03-28]. （原始内容存档 (PDF)于2019-03-27）. 外部链接存在于|work= (帮助)
2. ↑   (PDF). 平成24年版「松本市の統計」. 松本市: 7.   [2019-03-28]. （原始内容 (PDF)存档于2019-03-27）. 外部链接存在于|work= (帮助)
3. ↑   (PDF). 平成27年版「松本市の統計」. 松本市: 261.   [2019-03-28]. （原始内容存档 (PDF)于2019-03-27）. 外部链接存在于|work= (帮助)

## 外部連結
- 車站資訊（南松本）：東日本旅客鐵道